# ويليام إف. فراي
ويليام إف. فراي (بالإنجليزية: William F. Frye)‏ هو محامي أمريكي، ولد في 11 أبريل 1929 في سايلم في الولايات المتحدة، وتوفي في 17 يوليو 1988 في يوجين في الولايات المتحدة.